# Carlos Spencer
Carlos James Spencer (* 24. Oktober 1975 in Levin, Neuseeland) ist ein ehemaliger neuseeländischer Rugby-Union-Spieler, der auf der Position des Verbinders spielte. Er war bis zum Jahr 2004 Teil der All Blacks, der neuseeländischen Nationalmannschaft. Seit der Saison 2022 ist er als Assistenztrainer bei New Orleans Gold in der MLR tätig.

## Biografie
Spencer begann seine Karriere 1992 in der Third Division bei Horowhenua. Nach einer Saison wechselte er nach Auckland, um im National Provincial Championship (NPC) und später auch in der Super 12 für die Blues zu spielen. Mit diesen gewann er dreimal den Titel (1996, 1997 und 2003).
Er wurde 1995 erstmals für die Nationalmannschaft berufen, der erste Einsatz folgte ein Jahr später gegen Argentinien. In den folgenden Jahren kam er nur zu sporadischen Einsätzen, da ihm Andrew Mehrtens vorgezogen wurde. Er wurde für den Kader zur Weltmeisterschaft 1999 nominiert, verletzte sich jedoch im Vorfeld des Turniers und konnte so nicht aktiv an der WM teilnehmen. Erst bei den Titelkämpfen 2003 in Australien kam er zu seinem ersten WM-Einsatz.
2004 hatte Spencer Schwierigkeiten, die Form des Vorjahres aufrechtzuerhalten und verlor seinen hart erkämpften Platz in der Mannschaft wieder an Mehrtens. Im Jahr darauf nahm er an einem Spiel der New Zealand Māori gegen die British and Irish Lions teil, dies sollte zugleich sein letzter Auftritt für eine Auswahl Neuseelands sein. Er wechselte im Anschluss nach England, um für Northampton zu spielen.
Spencer ist vor allem für sein gutes Kick- und Passspiel bekannt. Nur drei Spieler haben in der Geschichte der All Blacks mehr Punkte erzielt – Grant Fox, Andrew Mehrtens und Daniel Carter. Er wurde 2006 in das Dream Team der Premiership Rugby und als Spieler des Jahres bei seinem Verein gewählt.
Spencer gab am 30. Januar 2009 das Ende seines Kontrakts mit den Northampton Saints bekannt. Wenige Tage später verpflichtete Ligakonkurrent Gloucester den ehemaligen All Black.